# Demografía de los tarahumaras
La población cuya lengua es el tarahumara asciende a unos 75.000 individuos concentrados en el estado mexicano de Chihuahua y se divide entre los grupos central (30 000 - 40 000 individuos), occidental (5.000 - 10 000 individuos), sudoccidental o tubare (menos de 100 individuos) y septentrional (unos 500 individuos)
Entre los problemas que aquejan a esta población se encuentran la violencia, la desnutrición y la mortalidad infantil. También enfermedades como la tuberculosis y la escasez de agua limpia alejada de fuentes de contaminación química.